# 루 게릭
루 게릭(영어: Lou Gehrig)으로 잘 알려져 있는 헨리 루이스 게릭(영어: Henry Louis Gehrig, 출생명: 하인리히 루트비히 게리히(독일어: Heinrich Ludwig Gehrig), 1903년 6월 19일~1941년 6월 2일)은 미국의 옛 야구 선수로 메이저 리그 베이스볼 뉴욕 양키스의 내야수로 활동했다.
미국 뉴욕주 뉴욕 출신으로 컬럼비아 대학교에 재학 중이던 1923년, 당시 뉴욕 양키스 스카우트였던 폴 크리챌의 눈에 들어 뉴욕 양키스에 입단하게 된다. 이후 보스턴 레드삭스에서 이적해 온 베이브 루스와 함께 팀의 중심 타선을 이루었는데, 훗날 이 타선의 이름은 살인 타선(Murderers' Row)으로 불리게 되었다.
1925년 당시 팀 내 주전 1루수이던 윌리 핍을 대신 해 경기에 출장한 이후 14년 동안 2,130 경기 연속 출장 기록을 세워 ‘철마’(The Iron Horse)란 별명을 얻게 되었다. 이 기록은 1995년 9월 6일, 칼 립켄 주니어 (볼티모어 오리올스 소속)가 경신할 때까지 56년 동안 이어졌다. 12년 연속(1926년 - 1937년) 3할 대 타율과 5번의 40홈런 이상 시즌을 기록할 정도로 정교하고 힘있는 타격을 보여준 강타자이다.
선수 시절 후반기인 1939년에 대뇌와 척수의 운동신경 세포가 파괴되어 근육이 점점 힘을 잃어가는 근위축성 측색 경화증으로 은퇴하였고, 2년 뒤인 1941년에 서른 일곱 살의 젊은 나이로 사망하였는데 훗날 이 병은 그의 이름을 따서 ‘루 게릭 병’이라는 별칭으로도 불리게 되었다.
1939년 시즌 중 은퇴를 선언하고 그 해 7월 4일 양키 스타디움에서 ‘세상에서 가장 행복한 사람’이란 제목의 유명한 은퇴 연설을 남겼다. 이 날 양키스 구단은 게릭의 등번호 4번을 영구 결번으로 지정하였는데 이것은 메이저 리그 야구 최초의 영구 결번이다.

## 어린 시절
루 게릭은 가난한 독일 이민자 가정인 하인리히 게릭과 크리스티나 팩 부부 사이에서 태어났다. 태어난 곳은 뉴욕 시 맨해튼의 요크빌이었는데, 출생 당시 몸무게가 무려 6.4 kg 에 달했다. 게릭의 아버지는 장사를 하는 판금기술자였는데, 건강상의 문제로 일을 제대로 할 수가 없었다. 그로 인해 생계를 책임지는 것은 어머니의 몫으로 돌아갔다. 루 게릭의 부모님 두 분 다 야구는 학교에서나 하는 경기라고 생각하고 있었지만, 강인한 생활력을 가진 어머니는 어린 루 게릭이 직업 야구 선수로 성장하도록 도와주었다.
초등학교 시절부터 게릭은 여러 가지 잡다한 일들을 하면서도 운동만은 꾸준히 하였다. 축구, 미식축구, 농구, 체조, 야구 등 거의 모든 운동을 하였고 뛰어난 운동실력을 보여 주었다. 맨해튼 워싱턴 하이츠에 있는 PS 132 초등학교를 졸업하고 상업고등학교에 진학해 1921년에 졸업했다. 게릭이 고등학교 졸업반이 되었을 때 게릭의 어머니는 컬럼비아 대학교에서 일을 하기 시작했는데, 이것이 루 게릭의 가족에게 대학 진학에 대한 생각을 갖게 하는 계기가 되었다.

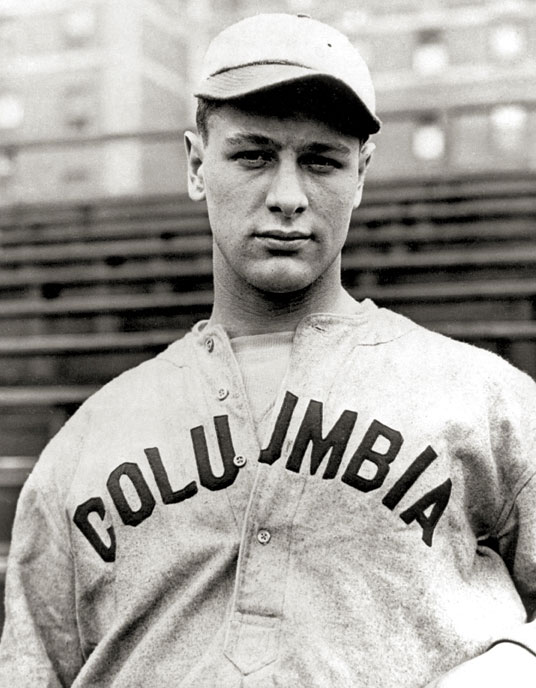
컬럼비아 대학교 재학시절

풋볼 장학생으로 컬럼비아 대학교에 입학해 2년 정도 대학에 머물렀지만 졸업은 하지 못했다. 컬럼비아 대학교 재학시절 남학생들의 사교클럽인 Phi Delta Theta의 회원이기도 했다. 대학 초기 신입생 시절 컬럼비아 라이온스 야구 팀 소속으로 대학 연맹전에 참가할 수 없었는데, 프로 여름 리그에서 선수로 활동했기 때문이다. 그 당시 게릭은 프로 리그에 참가하는 것이 대학 경기에 참가할 수 있는 자격을 상실시킨다는 것을 모르고 있었다. 게릭은 할 수 없이 컬럼비아 대학 풋볼 팀에서 활동했는데 뛰어난 풀백(수비수) 선수였다. 나중에 대학 야구팀에서 뛸 수 있는 자격을 얻었을 때, 라이온스 야구팀의 일원으로 가입하였다.
루 게릭이 야구 선수로 처음 전국적인 관심을 얻게 된 것은 1920년 6월 26일 컵스 파크(Cubs Park)에서 치러진 경기에서의 활약 때문이다. 1만명 이상의 관중이 운집한 가운데 루 게릭이 속한 뉴욕 상업 학교 팀은 시카고의 레인 기술 학교와 경기를 벌였다. 8 대 6으로 뉴욕 팀이 이기고 있던 9회초 공격에서, 루 게릭은 18세 고등학교 학생이라고 믿기 어려울 정도로 엄청난 힘으로 메이저 리그 구장 밖으로 날아가는 만루홈런을 쳤다.
1923년 4월 18일, 양키 스타디움이 처음으로 문을 여는 날 베이브 루스는 홈런으로서 양키 스타디움의 제막식을 거행했으며, 같은 날 컬럼비아 대학 야구팀의 투수 루 게릭은 윌리엄스 팀을 상대로 컬럼비아 야구 팀 역사상 최고 기록인 17개의 삼진을 기록하였다. 하지만 그 날 경기에서 컬럼비아 팀은 패배하였다. 루 게릭은 사우스 필드에서 뛰었던 대학생 선수들 중에 단지 뛰어난 한 선수에 불과했을지는 몰라도, 그 날 경기에 양키즈 스카우트인 폴 크리첼이 출현한 것은 무척이나 의미있는 일이었다. 선수 스카우트였던 폴은 제법 오랫동안 게릭을 주시해오고 있었다. 폴이 인상을 받은 것은 게릭의 투수로서의 능력이 아니라, 좌타석에서 들어서서 보여주는 힘이 넘치는 엄청난 타격 능력이었다. 크리첼이 이 젊은 컬럼비아 대학교 야구 선수를 지켜보고 있는 동안, 게릭은 동부 대학들간의 경기에서 전에는 볼 수 없었던 엄청난 비거리의 홈런들을 쳤는데 그 중의 하나는 4월 29일 컬럼비아 사우스 필드에서 친 450 피트(약 137 m)짜리 홈런이었는데 브로드웨이 116번가까지 날아갔다. 두 달도 지나지 않아 루 게릭은 뉴욕 양키스와 입단 계약을 체결하게 되었다. 입단 계약 조건은 계약금 1,500 달러와 1923년 잔여시즌 연봉인 2,000 달러였다.

## 메이저 리그 야구 시절
루 게릭은 1923년 시즌 중반에 메이저 리그 베이스볼 뉴욕 양키스에 입성을 하게 되는데, 그의 첫 메이저 리그 야구 경기는 1923년 6월 15일 경기였고 대타로 출전했다. 처음 두 시즌 동안 주로 대타로 나서며 많은 출장기회를 얻지 못했다. 정규 리그 경기에서는 23경기밖에 나오지 못했고 1923년 월드 시리즈 출장선수 명단에도 이름을 올리지 못했다. 1925년이 되어서야 437타수 동안 0.295의 타율과 20개의 홈런 그리고 68타점을 기록하며 주목을 받기 시작했다.
이제 23살에 불과한 뉴욕 양키스 1루수 루 게릭의 잠재력은 1926년이 되자 드디어 폭발했는데, 시즌 기록은 0.313의 타율, 47개의 2루타, 아메리칸 리그 1위의 기록인 20개의 3루타, 그리고 16홈런과 112개의 타점이었다. 1926년 세인트루이스 카디널스를 상대로 한 월드 시리즈에서도 게릭은 0.348의 타율과 4개의 2루타, 4타점을 기록했다. 하지만 7차전까지 벌어진 경기에서 카디널스가 4승 3패의 기록으로 월드시리즈 우승을 이루었는데, 이것은 세인트루이스 카디널스의 첫 월드 시리즈 우승이었다.
1927년 루 게릭은 타자 역사상 가장 위대한 시즌 중의 하나를 보내게 되었다. 그 해 218개의 안타를 치면서 0.373의 타율, 52개의 2루타, 18개의 3루타, 47개의 홈런과 175 타점을 기록했고, 장타율은 무려 0.765(7할 6푼 5리)에 이르렀다. 117개의 장타(Extra-base Hits: 안타중에서 단타를 제외한 것)는 베이브 루스가 1921년 기록한 119개에 이은 역대 2번째 기록이고, 447 총루타(Total Bases)는 1921년 기록한 베이브 루스의 457루타와 1922년 로저스 혼즈비가 기록한 450루타에 이은 역대 3번째 기록이다. 1927년 루 게릭의 엄청난 타격 행진에 힘입어 양키스는 110승 44패를 기록하며, 아메리칸 리그 우승을 하고 피츠버그 파이리츠와 겨룬 1927년 월드 시리즈에서도 4승 무패의 기록으로 우승을 차지하였다. 아메리칸 리그 최우수 선수에 뽑혔지만, 루 게릭의 1927년 시즌에 대해 베이브 루스의 60홈런과 그 당시 뉴욕 양키스의 타선이 리그 전체를 압도할 정도로 강력했던 (훗날 대부분의 선수가 명예의 전당에 입성한 선수로 이루어진) '살인 타선'(Murderer's Row)인 이유를 들어 그 가치를 절하하는 사람들도 있다.
야구 선수로서 활동한 기간의 3분의 2이상 동안 베이브 루스의 그늘 아래에서 있었다는 사실에도 불구하고, 루 게릭은 야구 역사상 가장 뛰어난 타점생산능력을 가진 타자들 중의 한 명인 것은 틀림없다. 1930년부터 32년까지 세 시즌 동안 509 타점을 기록했다. 지미 폭스가 세 시즌 동안 507 타점을 기록하고 행크 그린버그가 503 타점을 기록하긴 했지만 그들의 기록은 연속한 3 시즌 기록은 아니다.(베이브 루스의 3 시즌 최고 타점 기록은 498이다) 풀타임 출장을 한 총 14번의 시즌 동안 게릭은 13 시즌 연속 100 타점 이상을 기록했다.(역대 메이저 리그 타이기록이며 다른 기록의 주인공은 지미 폭스이다). 6 시즌 동안 0.350(3할 5푼)이상의 타율을 기록했으며(최고 타율은 1930년에 기록한 3할 7푼 9리의 기록이다.), 7 번째 시즌의 타율은 0.349이다. 8시즌 150 타점 이상, 11시즌 볼넷 100개 이상, 8시즌 200 안타 이상, 그리고 5시즌 40홈런 이상을 기록했다. 아메리칸 리그 기록에서도 득점 1위는 4번, 홈런 1위는 3번, 타점 1위는 5번을 기록했다. 1931년 작성한 184 타점은 2008년 시즌이 종료된 지금까지도 아메리칸 리그 역대 타점 1위의 기록이며, 리그 전체를 통해서도(내셔널 리그의 기록을 합쳐도) 핵 윌슨이 1930년에 기록한 191 타점에 이은 역대 2위의 기록이다. 야구 역사상 최고의 타점을 기록한 6 개의 시즌 기록 중 3 개의 기록이 루 게릭의 것이다. 또한 야구 역사상 400 총루타(Total Bases)이상을 기록한 시즌 최다 순위에서도 루 게릭은 5개로 역대 최고이다.

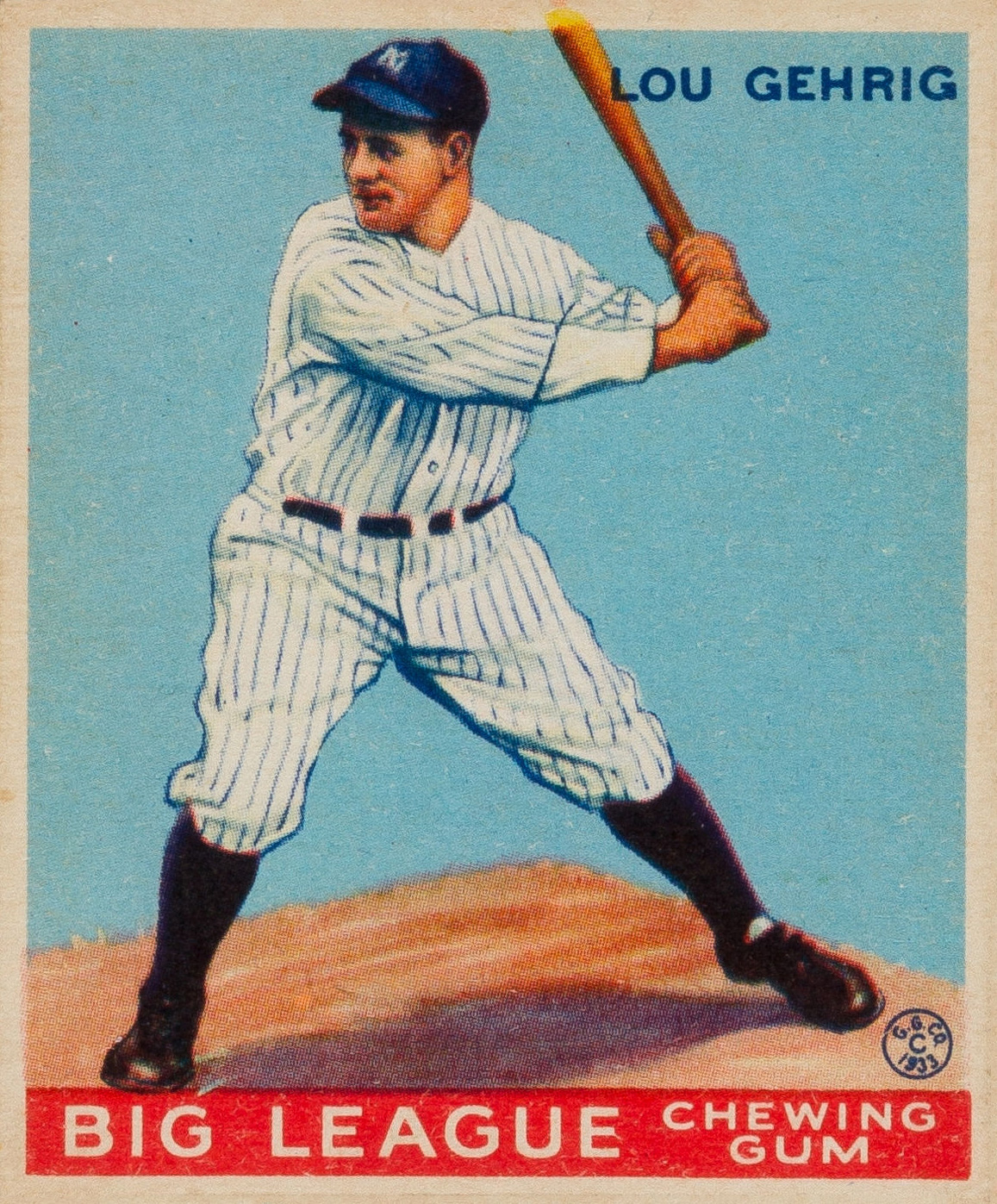
루 게릭의 모습이 그려진 껌 포장지

1925년부터 1934년까지 10시즌 동안 루 게릭은 뉴욕 양키스에서 베이브 루스와 거의 대부분의 경기를 함께 했는데, 루스보다 홈런을 더 많이 친 시즌은 1934년 시즌으로 딱 한 번이다.(1934년 시즌으로 루스가 125경기에 출장해 22개의 홈런을 기록한 반면 루 게릭은 49개의 홈런을 기록했다) 1931년에는 둘 다 46 개의 홈런을 기록하기도 했다. 함께 한 10시즌 동안 루스는 424개의 홈런을 기록했고, 루 게릭은 347개의 홈런을 기록했다. 루 게릭은 7 시즌(1925, 1927, 1930 - 1934)동안 루스보다 타점을 더 많이 기록했으며, 1928년 시즌에서는 같은 타점을 기록했다. 10시즌 동안 루스가 1,316개의 타점을 기록했고, 게릭은 1,436개의 타점을 기록했다. 루 게릭은 8시즌(1925, 1927 - 28, 1930 - 34)동안 루스보다 더 많은 안타를 쳐냈으며, 2시즌(1933 - 34)동안은 더 높은 장타율을 기록하기도 했다. 또한 게릭은 7시즌(1925, 1927 - 28, 1930, 1932 - 34)동안 루스보다 더 높은 타율을 기록했다.(베이브 루스와 루 게릭이 함께 한 10시즌 동안 게릭은 0.343의 타율을 기록했고, 루스는 0.338의 타율을 기록했다.)
게릭은 20세기 들어서 처음으로 한 경기 4개의 홈런을 친 선수가 되기도 했다. 6월 3일 쉬비 파크(Shibe Park)에서 벌어진 필라델피아 애슬레틱스 와의 경기였는데, 특히나 5번째 홈런이 될 뻔한 타구는 애슬레틱스 외야수인 알 시몬스가 가운데 담장 위로 뛰어 올라 잡지 않았다면 5번째 홈런이 될 법한 타구였다. 경기 후 감독인 조 매카시가 루 게릭에게 "이봐, 루, 아무도 오늘의 네가 보여 준 활약을 잊지 못할거야..." 라고 말했다. 그러나 같은 날 30년 동안 뉴욕 자이언츠의 감독을 맡았던 존 맥그로가 은퇴를 선언해서, 다음날 신문의 스포츠 면은 게릭의 1경기 4홈런 소식이 아닌 맥 그로의 은퇴소식이 헤드라인을 장식했다. 늘 그렇듯 루 게릭은 화려한 조명을 받지 못했다. 이듬해인 1933년 9월, 루 게릭은 시카고 공원의 행정관 프랭크 트윗첼의 딸인 엘리너 트윗첼과 결혼을 했다.
1936년 루 게릭과 칼 허벨(뉴욕 자이언츠의 전설적인 좌완 투수)를 다룬 월드 시리즈 커버스토리에서, 타임지는 게릭을 ‘최고의 1루수’라고 칭하면서 “엄청난 파워를 가진 타격과 빠른 주루 플레이를 하는 선수”라고 평가하였다.
루 게릭은 홈 구장인 양키 스타디움에서 수많은 안타를 쳤는데, 총 1,269개의 안타를 기록했다. 이 기록은 2008년 9월 16일 데릭 지터의 양키 스타디움 1,270번째 안타로 경신되었다.

## 2,130 경기 연속 출장
연속경기출장의 기록은 1925년 6월 1일, 루 게릭이 유격수 폴 ‘피 위’ 웨닝거를 대신해 대타로 경기에 나가면서 시작됐다. 다음날 6월 2일, 당시 양키스 감독이었던 밀러 허긴스는 주전 1루수 월리 핍 대신에 게릭을 선발 출장 명단에 넣었다. 핍은 당시 슬럼프인데다가 두통까지 겹쳐 출장명단에서 빼줄 것을 감독에게 요구했다. 허긴스는 때마침 팀도 슬럼프여서 분위기 쇄신 차원에서 이전과 다른 출장명단을 작성했다. 이날 윌리 핍 대신 출장한 루 게릭은 2안타를 쳐 내면서 주전 1루수 자리를 따내는 계기가 되었다. 14년이 지나 게릭은 2,130 경기 연속 출장 기록을 세웠다. 아주 가끔은 대타로 나오는 것으로 연속 경기 출장 기록을 이어가긴 했더라도, 연속 경기 출장을 위해 다음과 같은 부상도 감내해야 했다.
- 1933년 4월 23일, 워싱턴 세네터스의 투수가 공을 잘 못 던져서 루 게릭의 머리를 맞춘 적이 있다. 정신을 잃을 정도로 충격을 받았지만, 게릭은 일어나서 남은 경기에 임했다.
- 1933년 6월 14일, 게릭은 감독인 조 매카시와 함께 퇴장을 당했는데 이미 타석에 들어선 적이 있어서 그 경기도 출장한 것으로 인정되었다.
- 1934년 7월 13일, 게릭은 심한 허리 통증을 겪었는데 경기장에서 나올 때는 부축을 받아야 할 정도였다. 다음날 원정 경기에서 루 게릭은 유격수 라인업에 들어섰고 타순은 1번이었다. 1회초 선두타자로 나와 안타를 치고는 곧바로 대주자로 교체되고는 아픈 등을 치료하러 갔다. A&E에서 제작한 루 게릭의 일생을 다룬 다큐멘터리에서 ‘등 쪽의 차가운 느낌’이라 묘사된 증상을 조사했는데 아마도 그의 경화질환(근 무력증)의 첫 번째 징후로 여기기도 했다.

루 게릭 생애 끝자락에 찍은 X 레이 사진에서는 그가 보이지 않은 부상을 참고 경기에 출장하면서 여러번의 골절상도 입었고, 골절상을 입은 채 경기에 출장했음을 보여주기도 했다. 게릭의 2,130 경기 연속 출장 기록은 볼티모어 오리올스의 내야수 칼 립켄 주니어가 1995년 9월 6일 그 기록을 경신하기 전까지 꽤나 오랫동안 유지되었다.

## 병에 걸리다
1938년 시즌 중반이 되자 루 게릭이 야구 선수로서 보여주던 성과들이 점차 줄어들기 시작했다. 시즌이 끝나고 “시즌 중반에 이미 지쳐버렸어. 이유는 모르겠지만 다신 그럴 수는 없지.” 라는 말을 남겼다. 풀타임 14번째 시즌이었던 1938년 시즌 기록은 타율이 13년 만에 2할대(0.295)로 떨어지긴 했어도 170개의 안타를 쳐서 114타점, 0.523의 장타율을 기록했고, 689 타석에 나와 삼진은 단지 75개, 홈런은 29개를 쳤다. 하지만 이전 시즌이었던 1937년의 타율 0.351, 장타율 0.643과 비교해 보면 그 하락폭은 제법 큰 것이었고, 1938년 포스트시즌에서도 4개의 안타를 쳐서 0.286의 타율을 기록했는데 그 4개의 안타들 중에서 장타는 하나도 없었다.
플로리다주, 세인트 피터스브루에서 1939년의 뉴욕 양키스 스프링캠프가 시작되었을 때, 이전까지 보여주었던 타격에서의 무시무시했던 힘은 현격히 줄어 들어든 것처럼 보였다. 심지어 주루 플레이에도 영향이 미쳐서 스프링캠프가 열린 세인트 피터스브루의 알 랭 필드에서 쓰러지기까지도 했다. 스프링캠프가 끝나갈 무렵까지도 게릭은 홈런은 고사하고 안타 하나 기록할 수 없었다. 야구를 했던 전 생애에 걸쳐서 루 게릭의 주루 플레이는 최정상급이었는데, 1939년 시즌이 시작할 무렵 몸은 말을 듣지 않았고 스피드 또한 눈에 띄게 줄어들었다.
4월이 끝나갈 무렵, 그의 타격 기록은 역대 최악이었는데 0.143의 타율과 1 타점이었다. 팬들과 언론은 공개적으로 루 게릭이 가지고 있던 야구 선수로서의 능력이 갑작스럽게 쇠퇴한 원인을 파악하고자 나섰다. 게릭에 관한 기사를 자주 작성했던 기자 제임스 칸은 한 기사에 이렇게 썼다.
뭔가가 잘못되어 가고 있다고 생각한다. 게릭의 몸에 뭔가 이상이 생긴듯 하다. 몸 상태가 나빠진 원인이 무엇인지는 몰라도 게릭이 야구만 할 수 있다면 나는 기쁠 것이다. 루 게릭처럼 뛰어난 활약을 보여주던 선수들을 많이 봐왔다. 그들은 조용히 사라져갔다. 하지만 루 게릭의 경우는 더 심각하다. 꽤 오랜 시간 달라진 그를 쭉 지켜본 결과 다음과 같이 설명할 수밖에는 없는 것 같다. 게릭이 있는 힘껏 스윙을 해서 공을 정확한 타이밍으로 때렸지만 공은 힘없이 날아가 내야를 조금 넘어가는 플라이 볼에 지나지 않았다. 다시 말해서, 이유가 뭔지는 몰라도 그가 전에 보여주었던 힘은 이제 존재하지 않는다. 공을 연신 힘차게 때려내곤 있지만 그 공들을 전혀 날리지 못하고 있다..
그는 공을 열심히 때려내고 있었다, 28타수에서 삼진도 겨우 1번 당했을 뿐이다. 하지만 감독인 조 매카시는 게릭을 주전이 아닌 후보 선수로 돌리라고 지시하는 양키스 구단진과 싸우고 있었다. 게릭은 평범한 수비를 하나 하는 데도 무척이나 힘이 들자 만감이 교차하였다.
4월 30일, 게릭은 약체 워싱턴 세너터스(지금의 미네소타 트윈스)와의, 자신의 2,130번째 연속출장 경기에 나왔다. 이 날 게릭은 4타수 무안타를 기록했고, 경기 초반 간단한 토스볼을 떨어뜨리는 실수도 범했다(그러나 기록원의 관용으로 에러로 기록되지는 않았다). 투수였던 조니 머피는 송구를 받기 위해 1루 베이스로 몸을 거의 끌다시피 해서 들어가는 게릭을 기다려야 할 정도였다. 머피는 “루, 멋진 플레이였어” 라고 격려를 했다. 그러나 게릭은 평범한 플레이에 격려를 보내는 감독과 동료들의 모습을 보고 더 이상의 연속 출장은 무의미하고 느끼게 되며, 은퇴를 결심하게 되었다.
경기 휴식일이었던 5월 1일이 지나 다음날인 5월 2일, 타이거스와의 디트로이트 원정 경기가 시작하기 전 루 게릭은 매카시 감독에게 다가가서 “감독님, 오늘은 벤치에 있을게요.”라고 말했고, 감독은 “그게 팀을 위한 길이라고 생각한다면”이라고 말했다. 매카시는 마지못해 허락을 했고 앨스워스 "베이브" 달그렌을 1루수로 기용했다. 그러면서 말하길 “언제라도 다시 경기에 출장하고 싶으면 말해라, 1루는 항상 너의 것이다.” 경기 시작 전, 팀의 주장이 선발 선수 명단을 주심에게 가져다 주는 관례대로 게릭은 양키스 팀의 선발 선수 명단을 주심에게 건네주었다. 하지만 그날 출장 명단에서 정작 게릭의 이름은 찾아볼 수가 없었다. 14년간 이어왔던 연속출장기록을 마감하는 루 게릭이 빠진 출장명단은 심판들을 깜짝 놀라게 했다. 경기가 시작되기 전 브릭스 스타디움(Briggs Stadium, 당시 디트로이트 타이거스 홈구장)의 장내 아나운서가 팬들에게 말했다.
| “ | 신사 숙녀 여러분, 게릭의 연속 경기 출장 기록이 2,130경기로 막을 내리게 되었습니다. | ” |

벤치에 앉아 눈물을 보이고 있던 루 게릭에게 디트로이트 타이거스 팬들은 기립박수를 보내주었다. 게릭은 그로부터 몇 주 더 지나도록 팀의 주장으로 선수단에 머물렀지만 다시는 야구를 할 수 없었다.

## 진단 결과가 나오다

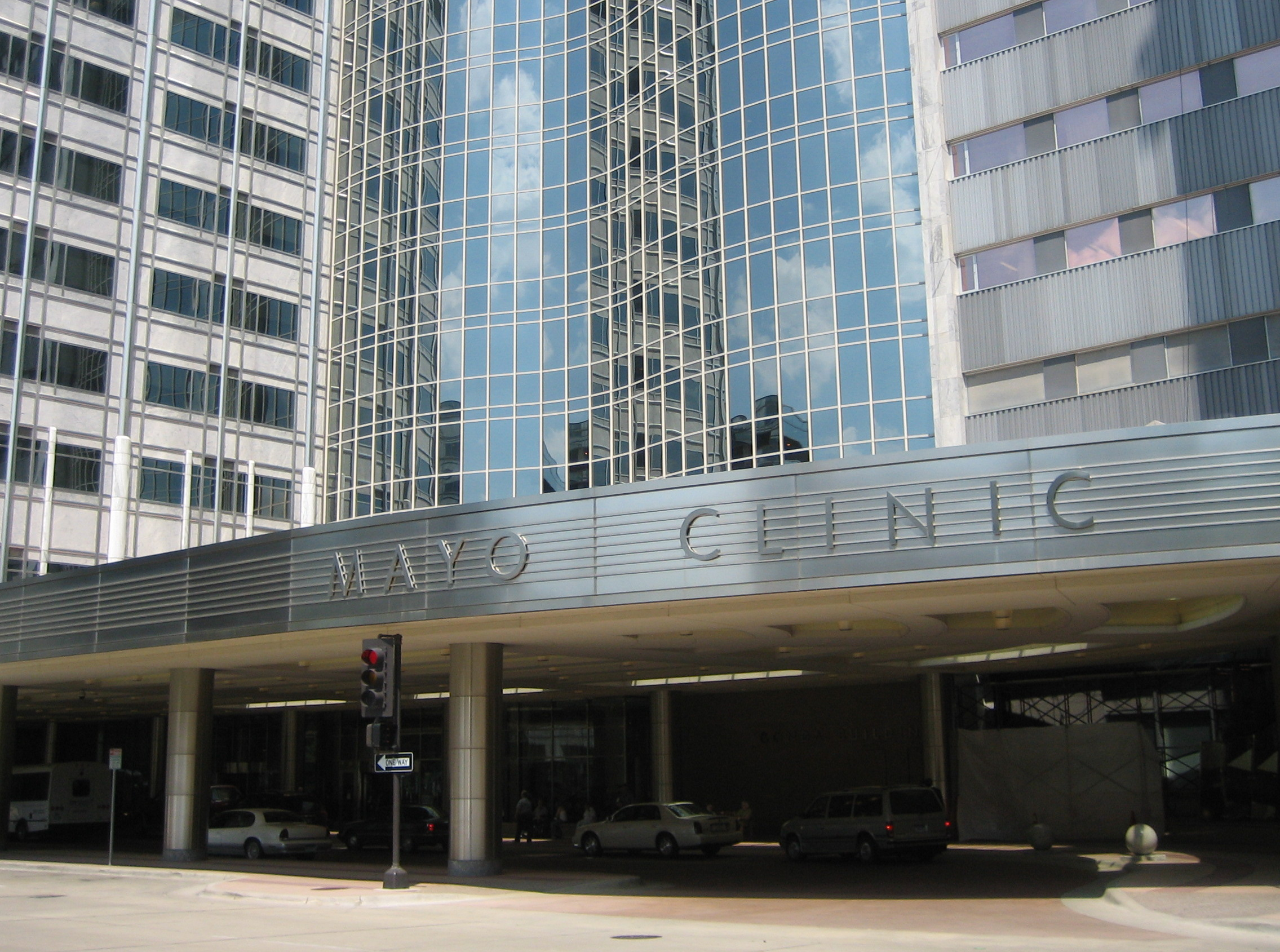
메이요 클리닉

루 게릭의 몸 상태가 점점 더 나빠지게 되자, 게릭의 아내 엘리너는 미네소타주 로체스터에 있는 유명한 메이요 클리닉에 전화를 걸었다. 결국 찰스 윌리엄 메이요 박사와 통화를 하게 되는데, 그는 루 게릭의 놀라우리만치 급격한 근력의 감소에 관해 예의주시 해오던 차였다. 메이요 박사는 엘리너에게 가능한 한 빨리 게릭을 병원으로 데려오라고 말했다.
엘리너와 게릭은 그 당시 양키스 경기가 벌어지고 있었던 시카고에서 비행기를 타고 로체스터로 날아갔는데, 병원에 도착한 것은 1939년 6월 13일이었다. 메이요 클리닉에서 6 일간의 정밀 검사를 받은 후인 6월 19일에 근위축성 측색 경화증(amyotrophic lateral sclerosis, ALS)라는 진단을 받게 되는데, 공교롭게도 그 날은 루 게릭의 서른여섯 번째 생일이었다. 병의 예후는 암담했다. 급격한 전신 마비의 증상이 늘어날 것이고 음식을 삼키거나 대화하는데 지장이 심하고 향후 3년을 못 넘길 것이라는 것이었다. 하지만 정신적 손상은 없을 것이라고 했다. 엘리너와 게릭은 ALS의 원인은 불명이며, 고통도 없고, 전염되는 병은 아니지만 생명에 위협적이라는 말을 듣게 된다. 중추신경계가 파손이 된 것이지만 정신만은 끝까지 남게 될 것이라는.
게릭은 종종 엘리너에게 편지를 쓰곤 했는데 진단 결과를 들은 후 곧바로 쓴 한 편지에서 이렇게 말하고 있다.
나쁜 소식이야, 쉽게 이야기해서 영구적 소아마비와 같은 측색 경화증이래. 고칠 방법이 없대... 이 경우는 거의 그렇다고 하네. 아마도 일종의 병원균때문이라지... 그게 주변사람들에게 전염된다고는 듣질 못했어... 지금과 같은 상태가 유지될 가능성은 반반이래. 10년이나 15년 목발이 필요할지도 모르겠어. 야구하는 것은 말할 것도 없고 말이지...
메이요 클리닉에서의 일정이 끝나자마자 루 게릭은 워싱턴 D.C.에 머물러 있던 양키스 선수단에 곧바로 합류한다. 게릭이 탄 기차가 유니온 역에 들어왔을 때, 손을 흔들면서 루의 행운을 기원하는 보이 스카웃 대원들과 인사를 나누게 된다. 게릭은 손으로 답례를 했지만 곧 그와 동행이었던 한 기자에게 몸을 기대면서 말했다.
| “ | 저 소년들은 제가 낫길 바라고 있지만 사실 저는 천천히 죽어가고 있어요.                                                    | ” |
|   | — Eig, Jonathan (2005). 《Luckiest Man: The Life and Death of Lou Gehrig》. New York: Simon & Schuster. ISBN 0743245911. |   |

## 세상에서 가장 행복한 사람

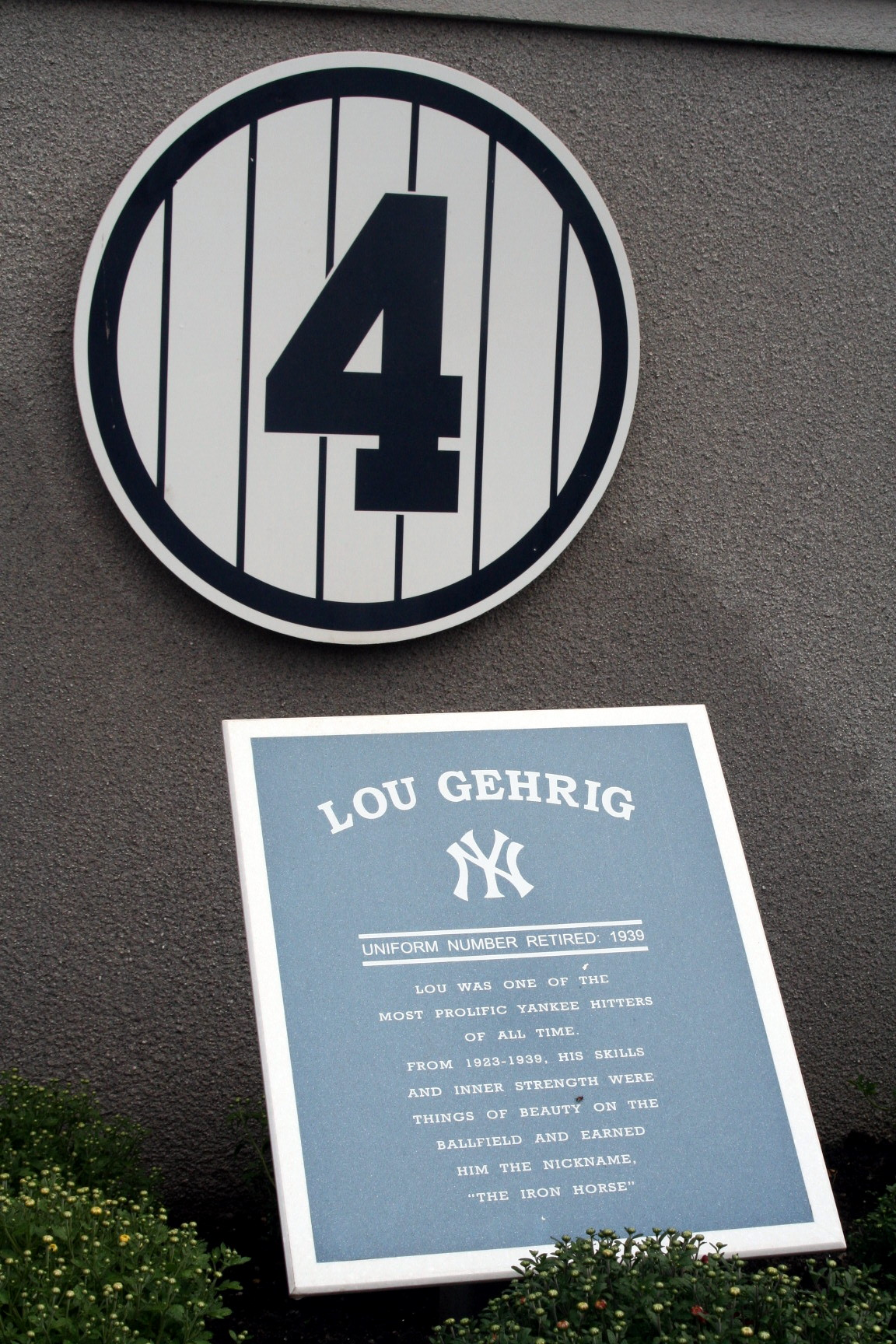
루 게릭의 영구 결번인 4번

1939년 6월 21일 뉴욕 양키스는 루 게릭의 은퇴를 공식 발표하고, 7월 4일 양키 스타디움에서 루 게릭의 은퇴식이 거행될 예정이라고 밝혔다. 워싱턴 세네터스와의 경기가 있는 미국 독립 기념일인 그 날 더블헤더 사이에 경기장 안에서 은퇴식이 거행됐다. 은퇴식이 있던 다음날 뉴욕 타임스는 보도를 통해 “61,808명의 관중들이 한 선수에게 작별을 고하는 이제껏 가장 화려하고 가슴 찡한 행사”였다고 밝혔다. 고위 인사들이 이 죽어가는 강타자에게 작별 인사를 하기 위해 참석했으며, 소위 '살인 타선'이라고 잘 알려진 1927년 월드 시리즈를 제패할 당시의 양키스 선수들도 행사장에 나왔다. 뉴욕 시장인 피오렐로 라과디아는 게릭을 가리켜 “가장 위대한 스포츠 선수 정신과 시민 정신을 가진 표상”이라고 했으며, 우정 장관 제임스 펠리(James Farley)는 “다가올 세대에 야구를 하는 어린 소년들은 게릭의 기록을 자랑스럽게 가리킬 것”이라는 예견으로 연설을 마쳤다.
양키스 감독인 조 매카시는 북받쳐 오르는 슬픔을 연신 참으면서 마치 아버지와 아들이 함께 있는 것처럼 루 게릭의 곁에 가까이 선 채 말을 시작했다. “이제껏 야구 역사상 최고의 선수였으며, 스포츠 선수며, 자랑스러운 시민의 모범 사례”라고 말을 마친 뒤 더 이상 슬픔을 견딜 수 없어서 울면서 게릭에게 말했다. "루, 오늘이 바로 자네를 아는 모든 이들이 가장 슬퍼할 날이라고 밖에는 달리 말할 길이 없네, 디트로이트에서 원정경기가 있던 그 날 내 방으로 들어와 자기가 팀에 방해만 되는 것 같아서 이제 더 이상은 경기에 나가지 않겠다고 말했지. 자네가 어떻게 그런 말을 나에게 할 수 있지, 오, 이런..."
뉴욕 양키스는 루 게릭의 유니폼 등번호인 4번을 영구 결번 처리하였는데, 메이저 리그 베이스볼 역사상 최초로 영구 결번이 되는 영예였다. 수많은 선물들과 기념주화, 트로피를 받았다. 선물을 증정한 사람들은 고위인사부터 야구장 관리인, 청소부에 이르기까지 다양했다. 은퇴식 내내 게릭은 많은 선물을 받았는데, 곧바로 땅에 내려놓을 수밖에 없었다. 선물을 들고 있을 팔의 힘조차도 없었기 때문이다. 양키스 팀은 게릭의 서명이 새겨진 은제 트로피를 증정했다. 트로피 앞 부분에는 뉴욕 타임스의 편집자 존 키어런이 쓴 헌정시가 적혀 있었다. 트로피의 값은 단지 5달러에 지나지 않았지만, 이 트로피는 게릭이 가장 소중하게 여기는 소장품들 중 하나가 되었다. 그 트로피는 지금 명예의 전당에 전시되어 있다.
베이브 루스가 루 게릭에게 선물을 준 뒤 그를 위한 연설을 하였다. 루스의 연설이 끝나자 루 게릭이 청중들에게 연설을 하였다.
| “ | 팬 여러분, 지난 2주 동안 제가 앓고 있는 질병에 관해서 들으셨겠지요. 하지만 오늘, 저는 제 자신이 세상에서 가장 운좋은 사람이라고 생각합니다. 이 야구장에서 17년이나 뛰었고 팬 여러분들로부터 친절과 격려만을 받았습니다. 이 위대한 사람들을 보십시오. 당신들 중 누가 그들과 함께 한 일생의 찬란한 순간들을 생각하지 않을 수 있을까요? 물론입니다, 저는 운이 좋습니다. 누가 제이콥 루퍼트에게 경의를 표하지 않을 수 있을까요? 또한 위대한 제국의 창시자 애드 버로우는요? 6년 동안 함께한 놀라운 작은 친구 밀러 허긴스는요? 뛰어난 리더이며 심리학의 영리한 학생이자 오늘날 최고의 야구 감독인 조 매카시와 함께한 9년은요? 그렇습니다. 저는 운이 좋습니다. 이길 수만 있다면 오른팔을 잘라내어도 아깝지않을 팀, 우리쪽도 마찬가지이겠지만, 그런 팀인 뉴욕 자이언츠 가 선물을 보내주었다면-그것은 대단한 일이죠. 구장관리인 이하 하얀 유니폼을 입은 사람들이 당신을 트로피와 함께 기억할 때 그것은 의미 있는 일입니다. 자신의 딸이 사위와 말다툼을 할 때도 사위편을 들어주는 멋진 장모가 있다면 그것은 멋진 일입니다. 당신을 가르치고 키우기 위해 평생을 바친 부모님이 계시다면 그것은 축복입니다. 힘의 근원이 항상 되어주고 당신이 가능하다고 꿈꿨던 것보다 더 많은 용기가 생길 수 있음을 보여주는 아내가 있다면-그것은 제가 아는 최고의 일입니다. 마지막으로 저는 고통스러운 질병을 앓고 있지만, 위대한 삶을 살았다고 말씀드리면서 연설을 마치겠습니다. 감사합니다. | ” |

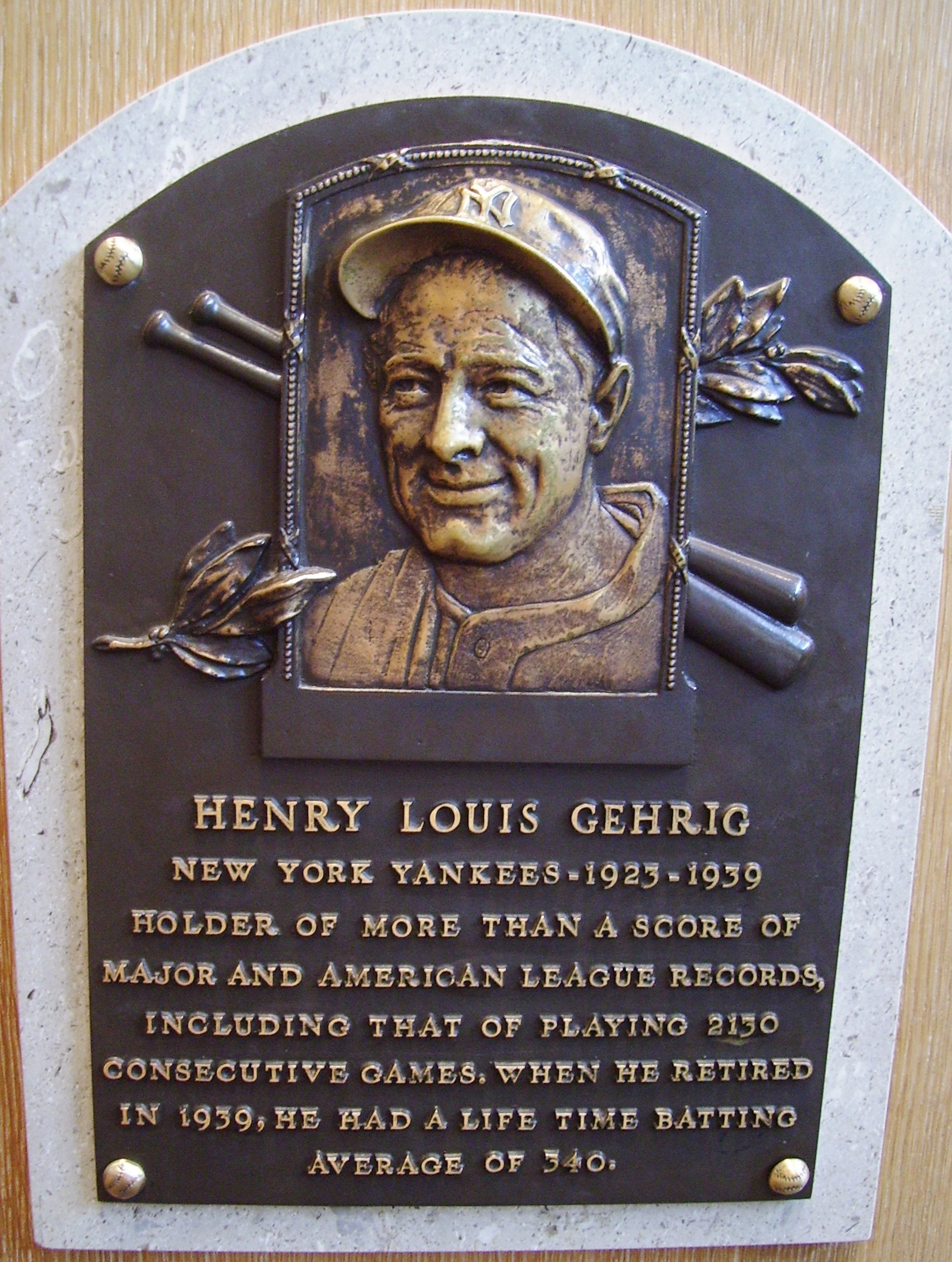
명예의 전당

청중들은 거의 2분 동안 자리에서 일어나 기립 박수를 쳤다. 게릭은 마이크에서 입이 떨어질 정도로 심하게 휘청거렸고, 손수건으로 얼굴에 흐르는 눈물을 연신 닦아내고 있었다. 구장 내 밴드가 〈I Love You Truly〉를 연주하고 청중들이 “루, 우리 모두 당신을 사랑해요.”라고 노래 가사를 바꿔서 따라 부르는 동안, 베이브 루스는 그에게 다가가 꼭 안아주었다. 뉴욕 타임스는 다음날 보도에서 “이제껏 야구장에서 보았던 광경들 중 가장 가슴뭉클 했던 장면들 중의 하나”며, 비정한 기자들조차도 슬픔을 삼킬 수가 없었다고 언급했다.
1939년 시즌이 종료된 12월, 명예의 전당 헌액자를 결정하는 전미야구기자협회는 게릭을 유예기간없이 곧바로 명예의 전당에 올렸는데, 일반적으로 선수 은퇴 후 몇 년의 유예기간을 가진 뒤 헌액이 되는 기존과 다른 특별한 경우였다. 루 게릭은 이로써 36세라는 역대 최연소로 명예의 전당 헌액자가 되는 영광도 누렸다.

## 생애 마지막 1년
루 게릭은 은퇴 직후 "절망하거나 내가 처한 현실에 대해 부정적으로 생각하지 않을 것"이라고 썼다. 점점 심각해져만 가는 몸상태와 싸워가면서 이렇게 덧붙였다."가능한 한 오랫동안 버텨낼 것이다. 차후에 죽음이 다가와도 묵묵히 받아들일 것이며 더 나은 상황이 올거라는 희망도 품을 것이다. 그게 우리가 할 수 있는 전부다."
1939년 10월 뉴욕 시장 라과디아로부터 10년 임기의 뉴욕 시 가석방 위원회 감독관 직책을 임명 받아 1940년 1월 2일 직책을 수여받았다. 가석방 위원회는 전직 야구선수인 루 게릭에게 “가석방 제도에 대한 공고한 믿음으로 올바른 교정처분”을 행할 것을 명했다. 게릭은 가석방 관련 업무가 일반 시민들에게 봉사할 좋은 기회이므로, 직무를 받아들이겠다는 의사를 밝혔다. 가석방 감독관으로 일하면서 받는 연봉 5,700 달러보다 훨씬 수입이 큰 유료강연이나 행사의 초대손님과 같은 제안도 받았지만 게릭은 다 거절했다. 뉴욕의 교정시설을 방문할 때면 가급적 언론에 보도되지 않도록 주의했다. 게릭은 늘 그렇듯, 조용히 그리고 충실히 그의 의무를 이행해 나갔다. 게릭은 감독관 업무를 행하면서 종종 아내인 엘리너의 도움을 받아야만 했는데, 공문에 서명을 할 때면 그녀는 게릭의 손을 잡아주면서 도와줬다. 죽음을 앞둔 한달 전쯤, 게릭은 이제 더 이상 몸이 직무를 수행해 낼 수 없을 지경에 이르렀다는 생각에 미치자 조용히 자리에서 물러났다.
1941년 6월 2일 밤 10시 10분, 윌리 핍 대신 1루수로 출장한 그 날 이후 3년이 지나 루 게릭은 뉴욕 브롱크스 필드스턴지구 델라필드가 5204번지에 위치한 그의 자택에서 숨을 거두었다.
그 소식을 듣자 마자 베이브 루스와 그의 아내 클레어는 게릭의 아내인 엘리너를 위로하기 위해 곧장 게릭의 집으로 갔다. 뉴욕 시장 라과디아는 뉴욕의 모든 관청에서 조기를 게양할 것을 명했으며, 전국의 모든 메이저 리그 베이스볼 구장에서도 조기가 게양이 되었다.

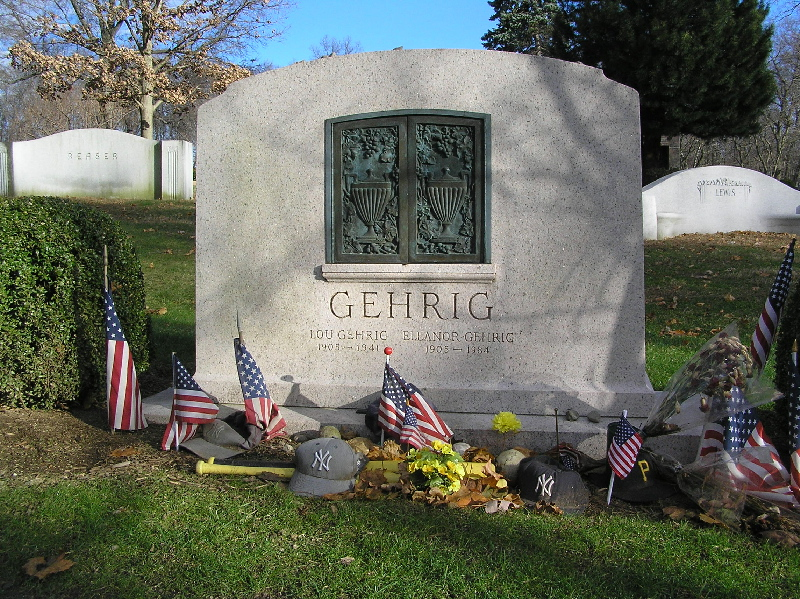
켄시코 묘지에 조성된 루 게릭의 묘비

리버데일에 위치한 성공회 교회에서 장례식을 마친 후, 6월 4일 게릭의 유해는 화장을 한 뒤 뉴욕 발할라에 있는 켄시코 공동묘지에 안치되었다. 루 게릭과 에드 배로우는 켄시코 묘지의 같은 구역에 안치되었는데 켄시코 묘지는 베이브 루스와 빌리 마틴이 안장된 천국의 문 묘지 바로 옆에 위치해 있다.
엘리너 게릭은 루 게릭이 죽은 다음, 재혼하지 않은 채 남은 평생을 근위축성 측색 경화증(amyotrophic lateral sclerosis, ALS) 연구를 지원하는 일에 바쳤다. 엘리너는 자신의 80번째 생일인 1984년 3월 6일에 사망했다. 게릭 부부 사이에 아쉽게도 자녀는 없었다.

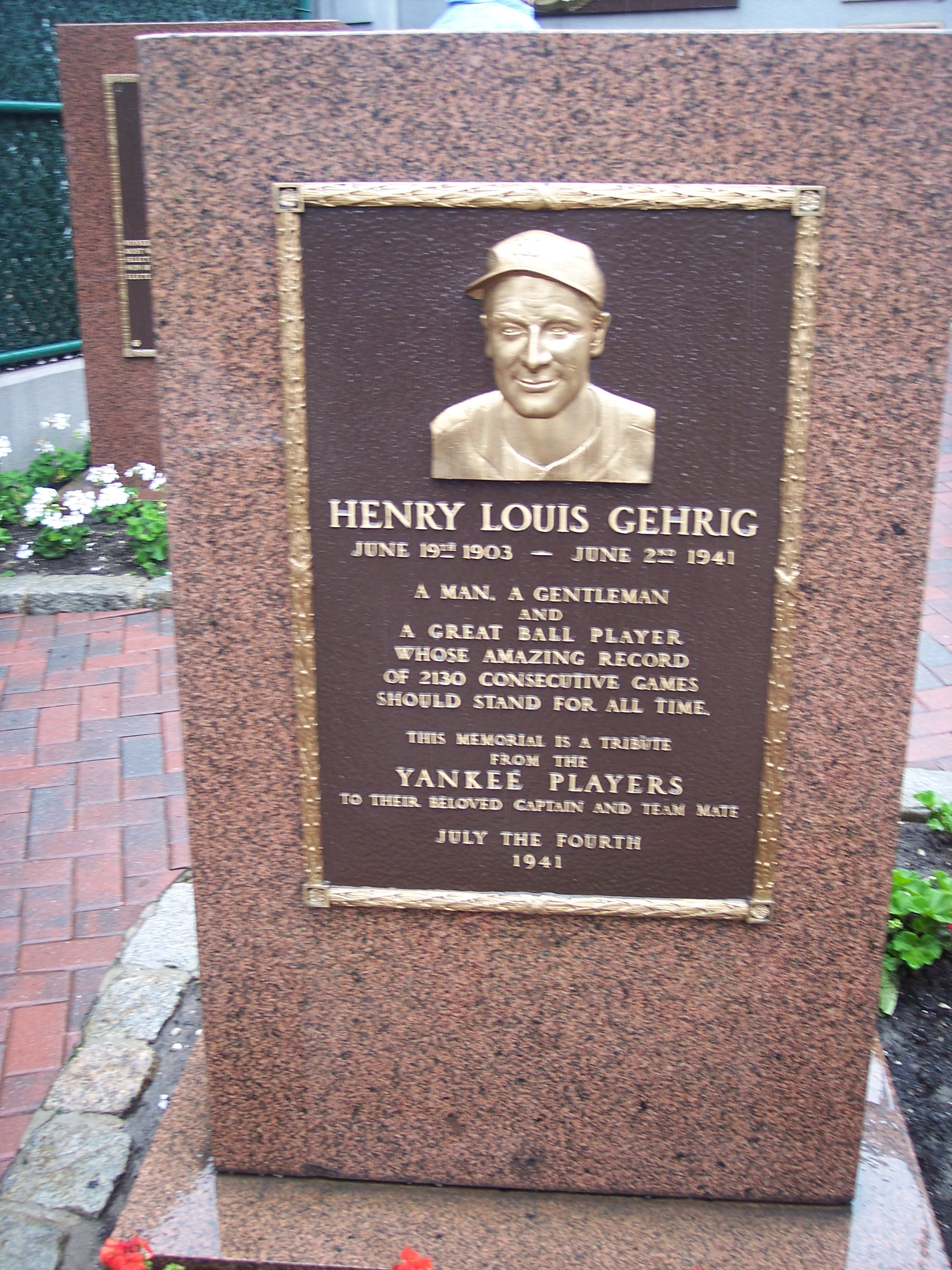
루 게릭 기념비

뉴욕 양키스는 1941년 7월 6일 양키 스타디움 외야 중앙쪽에 루 게릭을 기리는 헌정비를 세웠는데, 이렇게 칭송하고 있다.
| “ | 한 남자가 있었다. 예의 바른 신사였다. 누구나 놀랄 만한 2,130 경기 연속 출장 기록을 세운 이 위대한 야구 선수는 영원히 기록되리. | ” |

게릭의 기념비는 1932년 세워진 밀러 허긴스의 기념비와 나란히 하게 되었는데 그 후인 1949년에 조성된 베이브 루스의 기념비도 또한 그렇게 되었다.
루 게릭이 태어난 맨해튼 2번가 1994번지는 유적으로 조성되어 기념판이 세워져 있다. 그가 초기에 살았던 94번가의 E지역도 기념판 세워 루 게릭을 알리고 있다.
허드슨 공원길 동쪽에 위치한 브롱스 리버데일 구역의 델레필드 가 5204번지 루 게릭의 자택은 오늘날에도 존재하고 있으며 다른 곳과 마찬가지로 기념판이 조성되어 있다.

## 업적

### 연도별 타격 성적
| 연 도      | 소 속      | 경 기 | 타 석 | 타 수 | 득 점 | 안 타 | 2 루 타 | 3 루 타 | 홈 런 | 루 타 | 타 점 | 도 루 | 도 루 자 | 희 생 번 | 희 생 플 | 볼 넷 | 고 4 | 사 구 | 삼 진 | 병 살 타 | 타 율 | 출 루 율 | 장 타 율 | O P S |
| ---------- | ---------- | ----- | ----- | ----- | ----- | ----- | ------- | ------- | ----- | ----- | ----- | ----- | -------- | -------- | -------- | ----- | ---- | ----- | ----- | -------- | ----- | -------- | -------- | ----- |
| 1923년     | NYY        | 13    | 29    | 26    | 6     | 11    | 4       | 1       | 1     | 20    | 9     | 0     | 0        | 1        | -        | 2     | -    | 0     | 5     | -        | .423  | .464     | .769     | 1.233 |
| 1924년     | NYY        | 10    | 13    | 12    | 2     | 6     | 1       | 0       | 0     | 7     | 5     | 0     | 0        | 0        | -        | 1     | -    | 0     | 3     | -        | .500  | .538     | .583     | 1.121 |
| 1925년     | NYY        | 126   | 497   | 437   | 73    | 129   | 23      | 10      | 20    | 232   | 68    | 6     | 3        | 12       | -        | 46    | -    | 2     | 49    | -        | .295  | .365     | .531     | .896  |
| 1926년     | NYY        | 155   | 696   | 572   | 135   | 179   | 47      | 20      | 16    | 314   | 112   | 6     | 5        | 18       | -        | 105   | -    | 1     | 73    | -        | .313  | .420     | .549     | .969  |
| 1927년     | NYY        | 155   | 717   | 584   | 149   | 218   | 52      | 18      | 47    | 447   | 175   | 10    | 8        | 21       | -        | 109   | -    | 3     | 84    | -        | .373  | .474     | .765     | 1.239 |
| 1928년     | NYY        | 154   | 677   | 562   | 139   | 210   | 47      | 13      | 27    | 364   | 142   | 4     | 11       | 16       | -        | 95    | -    | 4     | 69    | -        | .374  | .467     | .648     | 1.115 |
| 1929년     | NYY        | 154   | 694   | 553   | 127   | 166   | 32      | 10      | 35    | 323   | 126   | 4     | 3        | 12       | -        | 122   | -    | 5     | 68    | -        | .300  | .431     | .584     | 1.015 |
| 1930년     | NYY        | 154   | 703   | 581   | 143   | 220   | 42      | 17      | 41    | 419   | 174   | 12    | 14       | 18       | -        | 101   | -    | 3     | 63    | -        | .379  | .473     | .721     | 1.194 |
| 1931년     | NYY        | 155   | 738   | 619   | 163   | 211   | 31      | 15      | 46    | 410   | 184   | 17    | 12       | 2        | -        | 117   | -    | 0     | 56    | -        | .341  | .446     | .662     | 1.108 |
| 1932년     | NYY        | 156   | 708   | 596   | 138   | 208   | 42      | 9       | 34    | 370   | 151   | 4     | 11       | 1        | -        | 108   | -    | 3     | 38    | -        | .349  | .451     | .621     | 1.072 |
| 1933년     | NYY        | 152   | 687   | 593   | 138   | 198   | 41      | 12      | 32    | 359   | 139   | 9     | 13       | 1        | -        | 92    | -    | 1     | 42    | -        | .334  | .424     | .605     | 1.029 |
| 1934년     | NYY        | 154   | 690   | 579   | 128   | 210   | 40      | 6       | 49    | 409   | 165   | 9     | 5        | 0        | -        | 109   | -    | 2     | 31    | -        | .363  | .465     | .706     | 1.171 |
| 1935년     | NYY        | 149   | 673   | 535   | 125   | 176   | 26      | 10      | 30    | 312   | 119   | 8     | 7        | 0        | -        | 132   | -    | 5     | 38    | -        | .329  | .466     | .583     | 1.049 |
| 1936년     | NYY        | 155   | 719   | 579   | 167   | 205   | 37      | 7       | 49    | 403   | 152   | 3     | 4        | 3        | -        | 130   | -    | 7     | 46    | -        | .354  | .478     | .696     | 1.174 |
| 1937년     | NYY        | 157   | 700   | 569   | 138   | 200   | 37      | 9       | 37    | 366   | 159   | 4     | 3        | 0        | -        | 127   | -    | 4     | 49    | -        | .351  | .473     | .643     | 1.116 |
| 1938년     | NYY        | 157   | 689   | 576   | 115   | 170   | 32      | 6       | 29    | 301   | 114   | 6     | 1        | 1        | -        | 107   | -    | 5     | 75    | -        | .295  | .410     | .523     | .933  |
| 1939년     | NYY        | 8     | 33    | 28    | 2     | 4     | 0       | 0       | 0     | 4     | 1     | 0     | 0        | 0        | -        | 5     | -    | 0     | 1     | 2        | .143  | .273     | .143     | .416  |
| 통산：17년 | 통산：17년 | 2164  | 9663  | 8001  | 1888  | 2721  | 534     | 163     | 493   | 5060  | 1995  | 102   | 100      | 106      | -        | 1508  | -    | 45    | 790   | *2       | .340  | .447     | .632     | 1.080 |

- 굵은 글씨는 시즌 최고 성적.

### 메이저 리그 야구 통산 기록 부문
| 업적                        | 기록            |
| --------------------------- | --------------- |
| 만루홈런                    | 23              |
| 120 타점이상 시즌 연속 기록 | 8 (1927 ~ 1934) |
| 역대 1루수 최다 타점 (RBI)  | 1,995           |
| 역대 1루수 최다 득점 (Runs) | 1,888           |
| 역대 1루수 최고 출루율      | .447            |
| 역대 1루수 최다 볼넷        | 1,508           |
| 역대 1루수 최고 장타율      | .632            |
| 역대 1루수 최다 장타        | 1190            |

### 메이저 리그 야구 단일 시즌 기록 부문
| 업적                   | 기록        |
| ---------------------- | ----------- |
| 역대 1루수 최다 타점   | 184 (1931)  |
| 역대 1루수 최다 득점   | 167 (1936)  |
| 역대 1루수 최고 장타율 | .765 (1927) |
| 역대 1루수 최다 장타   | 117 (1927)  |
| 역대 1루수 최다 총루타 | 447 (1927)  |

### 메이저 리그 야구 단일 경기 기록 부문
- 1 경기 4개의 홈런 기록[37]

### 선수 평가 부문
| 수상                                                                      | 년도 |
| ------------------------------------------------------------------------- | --- |
| 미국 야구 명예의 전당 헌액                                                | 1939 |
| 아메리칸 리그 최우수 선수                                                 | 1927, 1936 (1931년과 1932년에는 후보였으나 수상하지 못했다)                                                 |
| 7 번의 올스타 팀                                                          | 1933~1939 (경기에 출장한 것은 6 번으로, 1939년의 양키 스타디움에서의 마지막 올스타 경기는 은퇴로 인해 불참) |
| 메이저 리그 베이스볼 올센추리 팀(All-Century Team) 선발 1루수 (최다 득표) | 1999 |
| 루 게릭 메모리얼 어워드                                                   | 컬럼비아 대학교 Phi Delta Theta 클럽에서 루 게릭을 기념해 1955년 제정됨                                     |

### 기념비적인 기록들
| 업적 | 년도                         |
| --- | ---------------------------- |
| 타격 3관왕 (타율 0.363, 홈런 49개 , 165 타점) | 1934                         |
| 역대 유일의 5 시즌 400 총루타 | 1927, 1930, 1931, 1934, 1936 |
| 통산 500 2루타, 150 3루타, 400 홈런을 기록한 유이한 선수(다른 선수는 스탠 뮤지얼)                                                                       | –                            |
| 통산 타율 0.320 이상으로 350홈런 1,500 타점을 기록한 6 명의 선수에 포함 (다른 선수들은 베이브 루스, 지미 폭스, 조 디마지오, 스탠 뮤지얼, 테드 윌리엄스) | –                            |
| 역대 유일의 한 시즌 40 2루타, 40홈런을 달성 | 1927, 1930, 1934             |
| 월드 시리즈 결승 득점 8번 | –                            |
| 메이저 리그 첫 번째 영구 결번, 1939년 은퇴 연설은 2002년 팬들이 뽑은 5대 메이저 리그 기념할 만한 순간에 선출                                            | 1939년 7월 4일               |

## 영화 및 매체
뉴욕 양키스 외야수 조 디마지오가 53 게임 연속 안타를 쳐낸 1941년 7월 13일, 루 게릭의 일대기를 영화로 만들겠다는 계획이 발표되었다. 루 게릭의 역은 당대 인기 배우였던 게리 쿠퍼와 로널드 레이건(훗날 미국의 40대 대통령)의 2파전 끝에 쿠퍼에게로 돌아갔다. 아내인 엘리너 역은 테레사 라이트가 맡게 되었다. 영화의 제목은 《양키스의 자존심》(The Pride of the Yankees)이었다. 이 영화는 미국 아카데미 상 시상식에서 11개 부문 후보에 올랐지만 실제 수상은 편집상 부문 하나였다. 실제 양키스 선수인 베이브 루스, 밥 뮤젤, 마크 쾨닉, 빌 디키가 그들의 역을 직접 맡기도 했고, 아나운서 역은 빌 스턴이 담당하였다.
1978년 TV용 영화인 《사랑:엘리너와 루 게릭》이 방영되었다. 엘리너와 루 게릭의 역은 블리스 대너와 에드워드 허만이 맡았다. 이 영화는 엘리너 게릭과 조셉 드루소가 공저한 엘리너 게릭의 자서전 《루크와 나》(My Luke and I)를 바탕으로 제작된 것이다.

## 같이 보기
- 근위축성 측삭경화증

### 내용주
1. ↑  원어: Fans, for the past two weeks you have been reading about the bad break I got. Yet today I consider myself the luckiest man on the face of the earth. I have been in ballparks for seventeen years and have never received anything but kindness and encouragement from you fans.
Look at these grand men. Which of you wouldn’t consider it the highlight of his career just to associate with them for even one day? Sure, I’m lucky. Who wouldn’t consider it an honor to have known Jacob Ruppert? Also, the builder of baseball’s greatest empire, Ed Barrow? To have spent six years with that wonderful little fellow, Miller Huggins? Then to have spent the next nine years with that outstanding leader, that smart student of psychology, the best manager in baseball today, Joe McCarthy? Sure, I'm lucky.
"When the New York Giants, a team you would give your right arm to beat, and vice versa, sends you a gift — that’s something. When everybody down to the groundskeepers and those boys in white coats remember you with trophies — that’s something. When you have a wonderful mother-in-law who takes sides with you in squabbles with her own daughter — that's something. When you have a father and a mother who work all their lives so that you can have an education and build your body — it's a blessing. When you have a wife who has been a tower of strength and shown more courage than you dreamed existed — that's the finest I know".
So I close in saying that I might have been given a bad break, but I've got an awful lot to live for. Thank you.

### 참조주
1. ↑  “Murderers' Row and Beyond” (영어). baseball-almanac.com. 2009년 1월 17일에 확인함.
2. 1 2  “Lou Gehrig” (영어). Britannica Encyclopedia. 2009년 1월 8일에 확인함.
3. ↑  한국ALS(근위축성측색경화증)협회 〈ALS란?〉, 2008년 12월 29일 확인
4. ↑  “Amyotrophic Lateral Sclerosis (ALS)” (영어). MDA, ALS division. 2009년 1월 26일에 원본 문서에서 보존된 문서. 2009년 1월 17일에 확인함.
5. 1 2 3  “White House Dream Team: Lou Gehrig” (영어). whitehouse.gov. 2009년 1월 8일에 확인함.
6. 1 2  
Robinson, Ray (2001년 2월). “Lou Gehrig: Columbia Legend and American Hero” (영어). 2009년 1월 1일에 확인함.
7. ↑  컬럼비아 대학교의 상징은 '사자(Lion)'이다.
8. ↑  메이저 리그 시카고 컵스의 홈구장이며 지금의 리글리 필드
9. ↑  "Commerce Team Wins" 《뉴욕 타임스》, 1920년 6월 27일
10. ↑  117 = 52(2루타) + 18(3루타) + 47(홈런)
11. ↑  각 루타를 더한 것, 단타는 1, 2루타는 2, 3루타는 3, 홈런은 4로 환산에서 구한다.
12. ↑  Newman, Mark. “Gehrig's shining legacy of courage” (영어). mlb.com. 2009년 1월 19일에 확인함.
13. ↑  “Box Score of Four Home Run Game by Lou Gehrig”. Baseball Almanac. 2009년 1월 8일에 확인함.
14. ↑  지금의 오클랜드 애슬레틱스
15. ↑  “Equinoctial Climax” (영어). 타임(Time)지. 1936년 10월 5일. 2007년 12월 26일에 원본 문서에서 보존된 문서. 2009년 1월 17일에 확인함.
16. ↑  루 게릭을 넘어선 데릭 지터《로이터》, 2008년 9월 17일
17. 1 2 3 4  레전드 스토리 -양키스의 긍지 '철마' 루 게릭 《김형준 칼럼》, 2006년 5월 4일
18. ↑  'Quotes about Lou Gehrig' 보관됨 2012-10-29 - 웨이백 머신 lougehrig.com
19. ↑  MBC. “철인 루 게릭의 마지막 경기”. 2009년 1월 17일에 확인함.[깨진 링크(과거 내용 찾기)]
20. ↑  “The official site of Lou Gehrig” (영어). www.LouGehrig.com. Biography쪽. 2008년 5월 9일에 원본 문서에서 보존된 문서. 2009년 1월 8일에 확인함.
21. ↑  지금의 샌프란시스코 자이언츠. 당시 연고지가 뉴욕이었다.
22. ↑  Lou Gehrig Farewell Speech 보관됨 2008-04-12 - 웨이백 머신 《www.lougehrig.com》
23. 1 2 3  John Drebinger, "61,808 Fans Roar Tribute to Gehrig", 뉴욕 타임즈, July 5, 1939.
24. 1 2  Eig, Jonathan (2005). 《Luckiest Man: The Life and Death of Lou Gehrig》. New York: Simon & Schuster. ISBN 0743245911.
25. ↑  Robinson (1990). 《Iron Horse: Lou Gehrig in His Time》. p. 266.
26. ↑  New York City Parole Commission history)
27. ↑  Book World Live: Luckiest Man: The Life and Death of Lou Gehrig 영어《워싱턴포스트》, 2005년 4월 5일
28. ↑  최경진 (2013년 6월 20일). “루 게릭, “나는 세상에서 가장 행복한 사람””. 채널예스. 2021년 11월 29일에 확인함.
29. ↑  1920년까지 보스턴 레드삭스 감독을 지냈고, 1920년부터 1945년까지 뉴욕 양키스의 단장을 맡으며 뉴욕 양키스 팀의 최전성기를 이루어 냈다.
30. ↑  “Amyotrophic Lateral Sclerosis (ALS)”. 2015년 4월 2일에 원본 문서에서 보존된 문서. 2018년 3월 17일에 확인함.
31. ↑  1918년부터 1929년까지 뉴욕 양키스 감독을 역임했다. 총 3번의 월드 시리즈 우승을 일구어 냈다.
32. ↑  “"Lou Gehrig"- The Idea Logical Company, Inc.. Retrieved 2008-04-18.”. 2008년 5월 24일에 원본 문서에서 보존된 문서. 2008년 4월 18일에 확인함.
33. ↑  "Gehrig, 'Iron Man' of Baseball, Dies at the age of 37", The New York Times, June 3, 1941.
34. ↑  Yardley, Jonathan. "Book World Live: Luckiest Man: The Life and Death of Lou Gehrig", 워싱턴 포스트, April 5, 2005. Accessed May 3, 2008. "On June 2, 1941, just days short of his 38th birthday, Henry Louis Gehrig died at his house in the pleasant New York City neighborhood of Riverdale."
35. ↑  “Lou Gehrig Grand Slams” (영어). www.baseball-almanac.com. 2009년 1월 8일에 확인함.
36. ↑  이 기록은 2012년 현재 뉴욕 양키스에서 뛰고 있는 알렉스 로드리게스 (3루수/유격수)가 타이를 세웠다.
37. ↑  이 기록을 보유한 선수는 역대 총 14명이다. 게릭의 기록은 역대 3번째 기록이며 20세기 최초의 기록이다. 가장 최근의 기록은 당시 토론토 블루제이스 소속의 카를로스 델가도 선수가 2003년 9월 25일 템파베이 데블레이스와의 경기에서 달성한 것이다.
38. ↑  “All-Star Game” (영어). baseball-almanac.com. 2009년 1월 10일에 확인함.
39. 1 2  “All-Century Team final voting” (영어). ESPN. 1999년. 2009년 1월 8일에 확인함.
40. ↑  루 게릭을 기념하는 상으로 경기장 안팎에서 게릭처럼 훌륭한 성품을 보여준 선수에게 시상하고, 매년 야구 명예의 전당에 있는 루 게릭 상 현판에 그 이름이 등재된다. 가장 최근의 수상자는 2008년 필라델피아 필리스 세인 빅토리노 선수이다.
41. ↑  Robinson, Iron Horse: Lou Gehrig in His Time, pp. 231–232.